# Liste der Bodendenkmäler in Buchbach (Oberbayern)
Auf dieser Seite sind die Bodendenkmäler in dem oberbayerischen Markt Buchbach zusammengestellt. Diese Tabelle ist eine Teilliste der Liste der Bodendenkmäler in Bayern. Grundlage ist die Bayerische Denkmalliste, die auf Basis des Bayerischen Denkmalschutzgesetzes vom 1. Oktober 1973 erstmals erstellt wurde und seither durch das Bayerische Landesamt für Denkmalpflege geführt wird. Die folgenden Angaben ersetzen nicht die rechtsverbindliche Auskunft der Denkmalschutzbehörde.

## Bodendenkmäler in Buchbach
| Lage                       | Objekt | Akten-Nr.     | Bild                                                    |
| -------------------------- | --- | ------------- | ------------------------------------------------------- |
| (Standort)                 | Untertägige spätmittelalterliche und frühneuzeitliche Befunde im Bereich der katholischen Filialkirche St. Felizitas und Leonhard in Felizenzell.                                                                              | D-1-7639-1006 |                                                         |
| Marktplatz 3 (Standort)    | Untertägige mittelalterliche und frühneuzeitliche Befunde im Bereich der katholischen Pfarrkirche St. Jakobus in Buchbach und ihrer Vorgängerbauten.                                                                           | D-1-7639-1011 | weitere Bilder                                          |
| (Standort)                 | Wasserburgstall des Mittelalters und der frühen Neuzeit (Schloss Steeg) sowie untertägige mittelalterliche und frühneuzeitliche Befunde im Bereich der katholischen Filialkirche St. Marien (ehemalige Schloßkirche) in Steeg. | D-1-7639-1013 | Wasserburgstall des Mittelalters und der frühen Neuzeit |
| (Standort)                 | Untertägige frühneuzeitliche Befunde im Bereich der katholischen Wallfahrtskapelle Maria Brünnl (Zellbrünnl) bei Buchbach. | D-1-7639-1014 |                                                         |
| (Standort)                 | Untertägige mittelalterliche und frühneuzeitliche Befunde im Bereich der katholischen Filialkirche St. Johann Baptist in Litzelkirchen.                                                                                        | D-1-7639-1015 |                                                         |
| (Standort)                 | Grabhügel vorgeschichtlicher Zeitstellung. | D-1-7639-1063 |                                                         |
| Denkmalstraße 3 (Standort) | Untertägige mittelalterliche und frühneuzeitliche Befunde im Bereich der Wallfahrts- und katholischen Pfarrkirche Mariä Himmelfahrt in Ranoldsberg und ihrer Vorgängerbauten.                                                  | D-1-7640-0014 |                                                         |